# Yasutaka Nomoto
Yasutaka Nomoto (野本 泰崇 Nomoto Yasutaka?, nacido el 27 de abril de 1986 en Kashima, Ibaraki) es un exfutbolista japonés. Jugaba de defensa y su último club fue el Nara Club de Japón.

## Trayectoria

### Clubes
| Club              | País  | Año         |
| ----------------- | ----- | ----------- |
| FC Gifu           | Japón | 2009 - 2011 |
| Arterivo Wakayama | Japón | 2012        |
| Nara Club         | Japón | 2013 - 2017 |

## Estadística de carrera

### J. League
| Club    | Año   | J. League | J. League | Copa J. League | Copa J. League | Total | Total |
| Club    | Año   | Part.     | Goles     | Part.          | Goles          | Part. | Goles |
| ------- | ----- | --------- | --------- | -------------- | -------------- | ----- | ----- |
| FC Gifu | 2009  | 6         | 0         | -              | -              | 6     | 0     |
| FC Gifu | 2010  | 0         | 0         | -              | -              | 0     | 0     |
| FC Gifu | 2011  | 0         | 0         | -              | -              | 0     | 0     |
| Total   | Total | 6         | 0         | 0              | 0              | 6     | 0     |